# Воинское кладбище № 198 (Блоне)
 Памятник культуры Мазовецкого воеводства: регистрационный номер А-1227/M от 13 сентября 2010 года.
Воинское кладбище № 198 (пол. Cmentarz wojenny nr 198) — воинское кладбище, находящееся в городе Блоне, Западно-Варшавский повят, Мазовецкое воеводство, Польша. Кладбище входит в группу Западногалицийских воинских захоронений времён Первой мировой войны. Кладбище внесено в реестр охраняемых исторических памятников Мазовецкого воеводства.

## История
Кладбище было основано в 1915 году для погибших военнослужащих во время Первой мировой войны «Департаментом воинских захоронений К. и К. военной комендатуры в Кракове» Отдела воинских захоронений Военного министерства Австро-Венгрии. Кладбище было спроектировано инженером Гейнрихом Шольцем.
На кладбище было похоронено всего 609 человек, из которых 297 человек похоронено в семи братских могилах. На кладбище также расположены 208 отдельных могил военнослужащих австро-венгерской армии и 104 могилы военнослужащих российской армии.
13 сентября 2010 года некрополь был внесён в реестр памятников культуры Мазовецкого воеводства. 

## Источник
- Roman Frodyma Galicyjskie Cmentarze wojenne t. II, Oficyna Wydawnicza «Rewasz», Pruszków 1998, ISBN 83-85557-52-0